# 无蹼齿蟾
无蹼齿蟾（学名：Oreolalax schmidti）为锄足蟾科齿蟾属的两栖动物，是中国的特有物种。分布于四川等地，常见于山区地带的草皮或烂叶下。其生存的海拔范围为1700至2600米。该物种的模式产地在四川峨眉山。

## 保护
本种于2023年被收录入《有重要生态、科学、社会价值的陆生野生动物名录》。